# 馬洛里角
66°49′S 108°39′E / 66.817°S 108.650°E
馬洛里角（英語：Mallory Point）是南極洲的海岬，位於威爾克斯地，處於布倫特灣北面的文森灣西岸，在1955年根據美國海軍拍攝空中照片繪入地圖，現時由南極條約體系管理。